# Área de Conservação da Paisagem de Kastna
A Área de Conservação da Paisagem de Kastna é um parque natural situado no condado de Pärnu, na Estónia.
A sua área é de 123 hectares.
A área protegida foi designada em 2007 para proteger as áreas costeiras típicas da Estónia Ocidental e também a biodiversidade delas.